# Robinson Heights
Die Robinson Heights sind ein hauptsächlich vereistes und bis zu 2170 m hohes Gebirge im Norden des ostantarktischen Viktorialands. Mit einer Länge von 24 km hat es in der Aufsicht eine elliptische Form. Das Gebirge ragt südlich des Anare-Passes auf und bildet das nordwestliche Ende der Admiralitätsberge.
Das Advisory Committee on Antarctic Names nahm 1964 die Benennung vor. Namensgeber ist der US-amerikanische Geophysiker Edwin S. Robinson (1935–2020), der 1960 im Rahmen des United States Antarctic Research Program auf der McMurdo-Station tätig war und 1962 bis 1963 an einem Erkundungsmarsch zur Amundsen-Scott-Südpolstation teilgenommen hatte.